# Gorzyce (województwo kujawsko-pomorskie)
Gorzyce – wieś w Polsce położona w województwie kujawsko-pomorskim, w powiecie żnińskim, w gminie Żnin.
W latach 1954–1972 wieś należała i była siedzibą władz gromady Gorzyce. W latach 1973–1976 miejscowość była siedzibą władz gminy Gorzyce. W latach 1975–1998 miejscowość administracyjnie należała do województwa bydgoskiego. Według Narodowego Spisu Powszechnego (III 2011 r.) liczyła 335 mieszkańców. Jest dziesiątą co do wielkości miejscowością gminy Żnin.

## Urodzeni w Gorzycach
- Tadeusz Pietrykowski – polski prawnik, działacz niepodległościowy, porucznik piechoty Wojska Polskiego, prezes Sądu Okręgowego w Katowicach[4].
- Tadeusz Jeszke – polski wojskowy, kapitan piechoty Wojska Polskiego, kawaler Krzyża Niepodległości, ofiara zbrodni katyńskiej[5].